# Chauques
Les Chauques (latin Chauci, grec ancien οι Καύχοι) sont un peuple de la Germanie antique, issu des peuples dits « du Rhin », et appartenant à la culture de Jastorf. Ils nous sont principalement connus par le biais de textes antiques tels que la Germanie de Tacite. Différents indices archéologiques et toponymiques permettent de supposer que leur ethnogénèse prend place aux environs de 400 av. J.-C.

## Le territoire des Chauques

Répartition des peuples germaniques au Ier siècle apr. J.-C.

Tant les témoignages antiques que les découvertes archéologiques suggèrent que le peuple des Chauques était globalement localisé au Nord-ouest de l'actuelle Allemagne, jusqu'aux marges nord-est des actuels Pays-Bas.
Plus précisément, dans un premier temps leur territoire s'étendait essentiellement sur l'embouchure de la Weser jusqu'à l'Elbe à l'est, ayant ainsi la Mer du Nord pour façade maritime. Dans un deuxième temps, au cours de la période romaine, Tacite nous rapporte qu'ayant expulsé les Ampsivariens, ils se sont installés plus à l'Ouest, élargissant leur territoire jusqu'à l'embouchure de l'Ems, au contact des Frisons.
Enfin, il ressort des écrits de Tacite que leur territoire les plaçait au voisinage direct des Frisons à l'ouest, ainsi qu'au nord des Chattes et des Chérusques, dont les territoires étaient essentiellement localisés sur les rives de la vallée de la Weser, proches de la forêt de Teutberg pour les premiers, non loin des rives de l'Elbe pour les seconds.
Le témoignage de Pline indique que les Chauques contrôlaient également un certain nombre des îles de la Frise au large de Flevum.

### Sites archéologiques
L'un des sites remarquables que l'on peut attribuer aux Chauques est le site archéologique de Feddersen Wierde situé à l'embouchure de la Weser.
Culturellement, il semble que les Chauques appartiennent, à la culture de Jastorf, dont ils constituent la façade occidentale.

## Les Chauques à l'époque romaine
Ce que l'on connaît des Chauques dans leur dimension historique, reste ponctuel, flou et peu représenté en termes de matériel écrit. Il est toutefois possible d'établir une chronologie s'étalant sur approximativement 300 ans, essentiellement concentrée sur l'Antiquité Romaine.
Souvent associés aux Angles, aux Frisons et aux Saxons, ils œuvraient au sein de conglomérats militaires efficaces s'opposant aux légions romaines; les Chauques étaient l'une des nations faisant partie de ce qu'il convient d'appeler la "ligue des trente".

### De la Conquête augustéenne de la Germanie à la révolte des Bataves
En l'an 12 av. J.-C., Nero Claudius Drusus fait une incursion sur leur territoire. Celle-ci se déroule mal pour les romains qui s'échouent sur la rive. C'est une intervention des Frisons, nouvellement soumis, qui permet la retraite des romains. L'année suivante, Drusus, passant par le territoire des Cattes, des Suèves  et des Chérusques, parvient jusqu'à l'Elbe. Les Chauques ne sont pas mentionné dans les peuples vaincus à cette occasion. Les Chauques finirent cependant par se soumettre en 5 ap. J.-C. sous l'action de Tibère, ainsi que le rapporte Velleius Paterculus, qui fut un acteur de ces événements.
En l'an 9 apr. J.-C., les Chauques prirent part au soulèvement d'Arminius face à Varus aux côtés des Chattes et des Chérusques.
En 16, ils participent à la bataille d'Idistaviso, cette fois-ci côté romain, sous les ordres de Germanicus. La remarque de Tacite peut cependant laisser planer un doute sur leur loyauté. Plus tard dans l'année, la galère de Germanicus fait naufrage sur leurs rives où il reconstitue sa flotte naufragée par une tempête.
En 40, ils appuyèrent les Frisons dans leur révolte sous le règne de Caligula. En outre, les Chauques eux-mêmes se soulevèrent face au gouverneur administrant la province romaine des chauques, Publius Gabinius Secundus.
Ils furent confrontés aux opérations militaires de Corbulon en 47. Au sein des légions placées sous l'égide de Domitius Corbulo, un jeune Romain effectue alors son service militaire ; il s'agit de Pline l'Ancien, qui beaucoup plus tard, nous rapportera à travers ses écrits et mémoires, le déroulement de cette bataille à laquelle il avait participé. Assaillis, les Chauques répliquent néanmoins peu de temps après ; réplique qui prend la forme d'attaque de piraterie sous le commandement de leur chef Ganiascus.
En 58, les Chauques se confrontent aux Ampsivariens sur les rives et les eaux du fleuve Ems.
Les Ampsivariens doivent battre en retraite face à la puissance militaire et maritime chauque et cherchent refuge sur les territoires voisins.
En 69 et 70, les Chauques prennent part à la rébellion de Civilis, lequel appartenait à la nation des Bataves, et qui cependant possédait une citoyenneté romaine, ainsi qu'un statut et un grade important au sein de l'empire romain. Outre les Bataves, les Chauques guerroient aux côtés de nombreuses autres peuples dont les Frisons, les Chattes et les Chérusques. Cet événement fut plus tardivement cité sous le nom de "Révolte des Bataves".

### Derniers faits d'armes
En 174, ils dirigent des attaques sur la Gaule en déployant leur flotte de navires sur les côtes gauloises bordant la Mer du Nord et la Manche, avant de lancer une offensive terrestre. Puis en 175, le consul romain Didius Julianus parvient à contrecarrer les invasions des Chauques en Gaule et met en déroute ces derniers. L'Empire romain était alors à son apogée, sous le règne de Marc Aurèle, qui multiplia des guerres principalement frontalières, dans le but de résorber les fissures du vaste territoire romain.
En 288, les Chauques s'associent aux Frisons afin de déjouer l'attaque romaine menée par Carausius, lequel, débordé de toutes parts, se voit dans l'obligation d'opérer une retraite avec lui et ses hommes. Dès lors, ces derniers prennent pied en Grande-Bretagne, où Carausius se fait nommer empereur par ses propres légions[réf. à confirmer].
Les Chauques se fondent ensuite au sein du peuple des Saxons dont ils constitueront vraisemblablement la façade maritime.

## Mode de vie et économie
Leur habitat se regroupait sur des éminences proches du littoral, les terpen. Pline l'ancien nous a laissé la description de ceux-ci dans son Histoire naturelle. Contrairement à ce que Pline évoque ensuite, les Chauques pratiquaient l'élevage. Leur cheptel était majoritairement constitué d'ovins (moutons) et dans une moindre mesure de bovins et d'équidés.

Leur façade maritime, ouverte sur la Mer du Nord induisait une économie également basée sur la pêche, ce que confirme le témoignage de Pline. De plus, ils possédaient une flotte de guerre non négligeable qui leur permettaient, la plupart du temps, de prendre le dessus sur les mers vis-à-vis de leurs adversaires. Ces mêmes capacités maritimes constituaient également un avantage évident pour des projets de conquêtes le long du littoral, par exemple au cours des invasions du IIIe siècle sur les côtes nord de la Gaule, notamment.

## L'éventuelle présence des Chauques dans le poème épique de «Beowulf»
On a parfois considéré que le terme vieil anglais Hugas présent dans Beowulf désignait les Chauques ; cette hypothèse est toutefois controversée et incertaine et d'autres interprétations du terme Hugas ont été proposées.
En revanche, il est possible d'envisager « hugas » tel un terme générique désignant la noblesse d'un peuple ou plus directement « le peuple noble. » Hugas désigna effectivement les Chauques, mais aussi, plus tardivement, les Francs; ces deux peuples se distinguaient, l'un comme l'autre par leur noblesse d'esprit. Le terme hugas est dérivé de « hugues », en langue franque. Il faut également par ailleurs souligner que Tacite fait des Chauques une description positive et remarquablement flatteuse ; selon lui, ces derniers seraient " le plus noble des peuples" ; ils seraient également ordonnés et valeureux sur les mers.
En outre, il a souvent été évoqué hugas dans différents textes antiques et haut-moyenâgeux, pour désigner les peuples vivant en bordure de la mer du Nord - tel que les Chauques, les frisons, les francs...
Enfin le terme hugas pourrait également découler du haut-allemand eigenossen, signifiant « confédérés », exactement ce qu'était les Chauques vis-à-vis de la confédération saxonne; mais cela demeure une hypothèse qui manque d'éléments déterminants.